# باول فيشر
باول فيشر (19 ديسمبر 1954 في المملكة المتحدة - ) (بالإنجليزية: Paul Fisher)‏ هو لاعب كريكت بريطاني. لعب مع نادي مقاطعة ورسسترشاير للكريكيت ‏ ونادي مقاطعة ميدلسكس للكريكت ‏ وBritish Universities cricket team ‏ ونادي الكريكت في جامعة أكسفورد ‏.

## وصلات خارجية
- باول فيشر على موقع إي آس بي آن كريك إنفو (الإنجليزية)